# Блажанович, Йово
Йово Блажанович (серб. Јово Блажановић, 7 февраля 1942, Биела-Нива, Какань, Королевство Югославия — 12 февраля 2015, Белград, Сербия) — сербский генерал и военный деятель, военачальник Войска Республики Сербской в период войны в Боснии и Герцеговине.

## Биография
Йово Блажанович родился в 1942 году в селе Биела-Нива в общине Какань в семье Елисие и Вукосавы Блажанович. Его отец был убит усташами в концлагере Ясеновац, после чего его воспитывала мать. После окончания промышленной школы Блажанович поступил в Военно-техническую академию Сухопутных войск Югославской народной армии, которую окончил в 1963 году. В 1976 году он окончил Высшую военно-политическую школу ЮНА.
В ЮНА Блажанович служил в гарнизонах Белграда, Урошеваца, Приштины, Баня-Луки и Сараева. Распад Югославии и последовавшие с его началом военные конфликты он встретил в звании полковника, будучи начальником отдела гражданских вопросов при штабе Первой военной области ЮНА.
В начале войны в Боснии и Герцеговины Блажанович 15 мая 1992 года вступил в ряды Войска Республики Сербской. За время войны он последовательно занимал должности помощника командира дивизии, командира 30-й дивизии и помощника командира 1-го Краинского корпуса по вопросам морали, религии и права. С ноября 1997 по апрель 2002 года был советником по военным вопрос члена Президиума Боснии и Герцеговины от сербов. 12 мая 1998 года ему было присвоено звание генерал-майора. После окончания войны Блажанович написал несколько книг о ходе боевых действий и процессах, сопровождавших распад СФРЮ.
Йово Блажанович был женат, имел сына и дочь.
Скончался в Белграде 12 февраля 2015 года.

## Награды
- Югославия Орден за военные заслуги с серебряными мечами
- Югославия Орден народной армии с золотой звездой
- Югославия Орден за военные заслуги с золотыми мечами
- Югославия Орден труда с золотым венком
- Республика Сербская Орден Звезды Карагеоргия второй степени